# Crotalaria sengensis
Crotalaria sengensis är en ärtväxtart som beskrevs av Baker f.. Crotalaria sengensis ingår i släktet sunnhampor, och familjen ärtväxter. Inga underarter finns listade i Catalogue of Life.